# الخوف الكامن
«الخوف الكامن» (بالإنجليزية: The Lurking Fear) هي قصة رعب قصيرة بقلم هوارد فيليبس لافكرافت. وكتبها في نوفمبر 1922، وقد نشرت لأول مرة في أعداد يناير إلى أبريل 1923 من مجلة هوم برو.

## الحبكة

#### أولًا: الظل علىالمدخنة
في عام 1921، يسافر صائد وحوش مجهول إلى جبل تمبيست، في سلسلة جبال كاتسكيلز ، بعد أن وصلت تقارير إلى وسائل الإعلام عن هجمات مختلفة من قبل مجموعة من المخلوقات المجهولة ضد السكان المحليين. قبل شهر، اجتاحت المنطقة عاصفة رعدية مدمرة كبيرة بشكل غير عادي. دُمرت العديد من المنازل، على ما يبدو بسبب العاصفة، ولكن عند الفحص الدقيق، بدا أن الدمار قد خلفه وحش غاضب. دُمرت المنطقة المتضررة، التي كانت في الأصل موطنًا لـ 75 مواطنًا فقط، بالكامل، ولم يبق منها أي ناجين

##### ثانيًا: عابر سبيل فيالعاصفة
بعد أن أصيب بصدمة نفسية بسبب تجربته في القصر، يواصل الصياد تحقيقه. ويخبر صحافيًا يُدعى آرثر مونرو بما مر به حتى الآن. ويوافق مونرو على مساعدته، ويجوب الاثنان الريف بحثًا عن أي أدلة على المخلوق القاتل أو بقايا محتملة لعائلة مارتنس. لا يوجد أي أثر للعائلة، لكنهم تمكنوا من الكشف عن مذكرات أسلاف كانت ملكًا لهم ذات يوم. طوال الوقت، يشعر الصياد باستمرار بأنه مراقب. ويحاصره هو ومونرو عاصفة رعدية أخرى ويبحثان عن مأوى في كوخ مهجور، حيث يتذكر الصياد الأحداث المروعة في القصر. وبينما تصطدم صاعقة كبيرة بشكل غير عادي عبر السماء، يمشي مونرو إلى النافذة لمعاينة الأضرار. سرعان ما تهدأ العاصفة لكن مونرو لا يتحرك من النافذة، وعندما يحاول الصياد إيقاظه، يجد وجهه قد تم قضمه بشكل مروع من قبل بعض الرعب غير المرئي في الخارج.

#### ثالثًا: ماذا يعني الوهج الأحمر؟
بعد قضاء عدة أسابيع في البحث في تاريخ عائلة مارتنس، يعود الصياد إلى جبل تيمبيست، عازمًا على حل اللغز مرة واحدة وإلى الأبد. الآن، بعد أن اقتنع بأن الرعب الذي يبتلي الجبل مرتبط بعائلة مارتنس، يعتقد أن الكيان هو شبح جان مارتنس. لقد علم أن القصر تم بناؤه بواسطة جيريت مارتنس، وهو تاجر هولندي من نيو أمستردام كان يكره الغزو البريطاني لمستعمرات أمريكا الشمالية وقام ببناء القصر البعيد للاستفادة من عزلته.
هناك، أصبحت عائلة مارتنس معزولة بشكل متزايد عن العالم الخارجي. وسرعان ما أصبحوا يتزوجون من المستوطنين والخدم الذين يعيشون حول العقار. وانتشر النسل الناتج عبر الوادي وأصبح في النهاية السكان الحاليين من رجال الجبال، لكن العائلة الأساسية ظلت متمسكة بقصرها، وأصبحت أكثر عزلة. وقد انضم جان مارتنس، الذي أصيب بالقلق غير المعتاد، إلى الجيش الاستعماري، وكان المصدر الوحيد للمعلومات عن بقية العائلة التي وصلت إلى العالم الخارجي. ومع ذلك، عند عودته إلى المنزل بعد ست سنوات، وجد نفسه يُعامل كغريب ووضع خططًا للمغادرة، وأخبر صديقًا بذلك في رسائل.
لكن هذه المراسلات توقفت قريبًا، وعندما زار صديقه القصر في عام 1763، قيل له إن جان مارتنس أصيب بضربة برق قاتلة أثناء عاصفة رعدية. لم يصدق صديق جان هذا، وخاصة بسبب سلوك آل مارتنس المزعج، وعند اكتشاف القبر أدرك أن جان مارتنس قد قُتل. وعلى الرغم من عدم إدانة الأسرة بسبب نقص الأدلة، إلا أنهم نبذهم جيرانهم تمامًا. سرعان ما اختفى آل مارتنس تمامًا، وكانت العلامات الوحيدة على استمرار وجودهم هي ضوء عرضي يُرى في نوافذ القصر، والذي شوهد آخر مرة في عام 1810. في عام 1816، قامت فرقة بتفتيش القصر، واكتشفت أن آل مارتنس قد اختفوا على ما يبدو. كان القصر نفسه في حالة من الفوضى الكاملة، وكان به العديد من الإضافات المرتجلة، حيث بدا الأمر وكأن الأسرة استمرت في التوسع، وربما من خلال التزاوج الداخلي .
يجد الصياد طريقه إلى القصر ويحفر قبر جان مارتنس على أمل إيجاد طريقة لتهدئة روحه. وبدلاً من ذلك، يسقط عبر الأرض في جحر غامض. وهناك، يواجه لفترة وجيزة مخلوقًا يشبه العفريت يختبئ في الظلال، والذي يراه من خلال ضوء مصباح جيبه. تضرب صاعقة مفاجئة النفق، مما يسمح للمراسل بالهروب بسرعة، حيث يرى وهجًا أحمر بعيدًا. بعد أيام فقط اكتشف ماهية الوهج - كوخ محترق بداخله أحد المخلوقات.

#### رابعا: الرعب في العيون
يعود الصياد إلى قبر مارتنس ليجد أن الجحر الذي سقط فيه سابقًا قد انهار تمامًا. يقرر التحقيق في التلال الغريبة التي تحيط بالقصر. بينما يراقب من بعيد، يدرك أن التلال هي في الواقع أنفاق صنعتها المخلوقات. أصيب بالجنون، فحفر طريقه إلى أحد الأنفاق عبر قبو القصر ووجد نظامًا من الممرات يشبه سراديب الموتى . مع اقتراب عاصفة رعدية أخرى، رأى عددًا لا يحصى من المخلوقات تخرج من الأرض؛ تعرض أحد الأعضاء الأضعف في الحشد الغريب للهجوم والأكل من قبل أحد رفاقه. يطلق الصياد النار على أحد المخلوقات وهو يتخلف خلف بقية القطيع، مستخدمًا قصف الرعد لإخفاء ضجيج المسدس. عند الفحص الدقيق، يلاحظ تباين لون المخلوق ويدرك أن المخلوق المشوه المغطى بالشعر هو في الواقع عضو في عائلة مارتنس، الذين تحولوا إلى وحوش بشعة تشبه القردة بفضل قرون من العزلة والتزاوج الداخلي. لا يتذكر الصياد أي شيء آخر حتى يستيقظ بعد فترة من الوقت في قرية قريبة. بعد أن أصيب بصدمة شديدة بسبب تجاربه، قام بتدمير القصر والغابات المحيطة به والتلال بالكامل بالمتفجرات، لكنه غير قادر على شفاء عقله من الأهوال التي عاشها، خوفًا دائمًا من أن تكون مخلوقات مثل مارتنس موجودة في أي مكان.

## الشخصيات
- الراوي: يصف الراوي الذي لم يذكر اسمه نفسه بأنه "خبير في الرعب"، وهو الشخص الذي "حبه للأشياء الغريبة والرهيبة... جعل حياتي المهنية عبارة عن سلسلة من البحث عن الرعب الغريب في الأدب وفي الحياة". ويذكر أنه بعد لقائه بمخلوقات مارتنس، "لا أستطيع أن أرى بئرًا أو مدخل مترو أنفاق دون أن أرتجف" - وهو مثال على الرهاب الذي غالبًا ما يصيب أبطال لوفكرافت نتيجة لتجاربه
- جورج بينيت وويليام توبي: وصفهما الراوي بأنهما "رجلان مخلصان وعضليان... ارتبطا بي لفترة طويلة في استكشافاتي المروعة بسبب لياقتهما البدنية الغريبة"
  - آرثر مونرو: مراسل يأتي إلى قرية ليفيرتس كورنرز لتغطية الخوف الكامن، ويوصف بأنه "رجل داكن البشرة ونحيف يبلغ من العمر حوالي خمسة وثلاثين عامًا، ويبدو أن تعليمه وذوقه وذكائه ومزاجه كلها تميزه كشخص غير مقيد بالأفكار والتجارب التقليدية".

قد يكون اسم مونرو مشتقًا من أصدقاء طفولة لافكرافت، الأخوين تشيستر وهارولد مونرو. كان هارولد قد عاد إلى الاتصال بلافكرافت قبل أكثر من عام بقليل من كتابة "الخوف الكامن"، وقد أعادا زيارة النادي الذي بنياه معًا عندما كانا صبيين.  تقع شقة سونيا جرين في منطقة في بروكلين تُعرف باسم حدائق بروسبكت ليفيرتس ، بالإضافة إلى منزل ليفيرتس التاريخي الواقع في بروسبكت بارك وعلى مسافة قريبة سيرًا على الأقدام من شقة سونيا جرين.
  - جيريت مارتنس: جيريت مارتنس هو "تاجر ثري من نيو أمستردام لم يكن يحب النظام المتغير تحت الحكم البريطاني". بنى قصر مارتنس في عام 1670 "على قمة غابة نائية كانت عزلتها غير المأهولة ومناظرها الطبيعية غير العادية مرضية له". يتميز أحفاده، الذين "نشأوا على كراهية الحضارة الإنجليزية، وتدربوا على تجنب أولئك المستعمرين الذين قبلوها"، بامتلاكهم عينًا بنية وأخرى زرقاء.

Martense هو اسم قديم لمدينة نيو أمستردام ؛ يوجد شارع Martense في فلاتبوش، بروكلين ، بالقرب من شقة سونيا جرين حيث أقام لافكرافت في أبريل 1922.
  - جان مارتنس: جان مارتنس هو "أول أحفاد جيريت الذين رأوا الكثير من العالم"؛ انضم إلى الجيش الاستعماري في عام 1754، بعد أن سمع عن مؤتمر ألباني ، وهو اجتماع حاول توحيد المستعمرات في أمريكا الشمالية. عندما عاد إلى قصر مارتنس في عام 1760، عومل على أنه دخيل من قبل عائلته؛ وجد أنه لم يعد بإمكانه "مشاركة غرائب وتحيزات عائلة مارتنس، في حين فشلت العواصف الرعدية الجبلية في إغرائه كما فعلت من قبل". عندما بحث عنه صديق في عام 1763، قال أقاربه إنه أصيب بصاعقة وقُتل في الخريف السابق؛ عندما حفر الصديق، وهو يشك، قبر جان غير المميز، اكتشف "جمجمة سحقت بوحشية وكأنها تعرضت لضربات وحشية". على الرغم من تبرئته من جريمة القتل، تم نبذ عائلة مارتنز ويبدو أن القصر قد تم التخلي عنه بحلول عام 1810. وفي عام 1816، وجد المحققون أن المكان يشبه عرين حيوان أكثر من كونه قصرًا فخمًا.

يُعتقد أن منزل يانس مارتنس شينك الذي بُني في الأصل في ميل باسين عام 1656 هو أقدم منزل متبقي في مدينة نيويورك.  يعيش روبرت سويدام في " الرعب في ريد هوك " في "منزل منعزل بعيدًا عن شارع مارتنس".

## الخارجية
- فن
- أدب أمريكي
- تراث شعبي